# Cartuș (design)

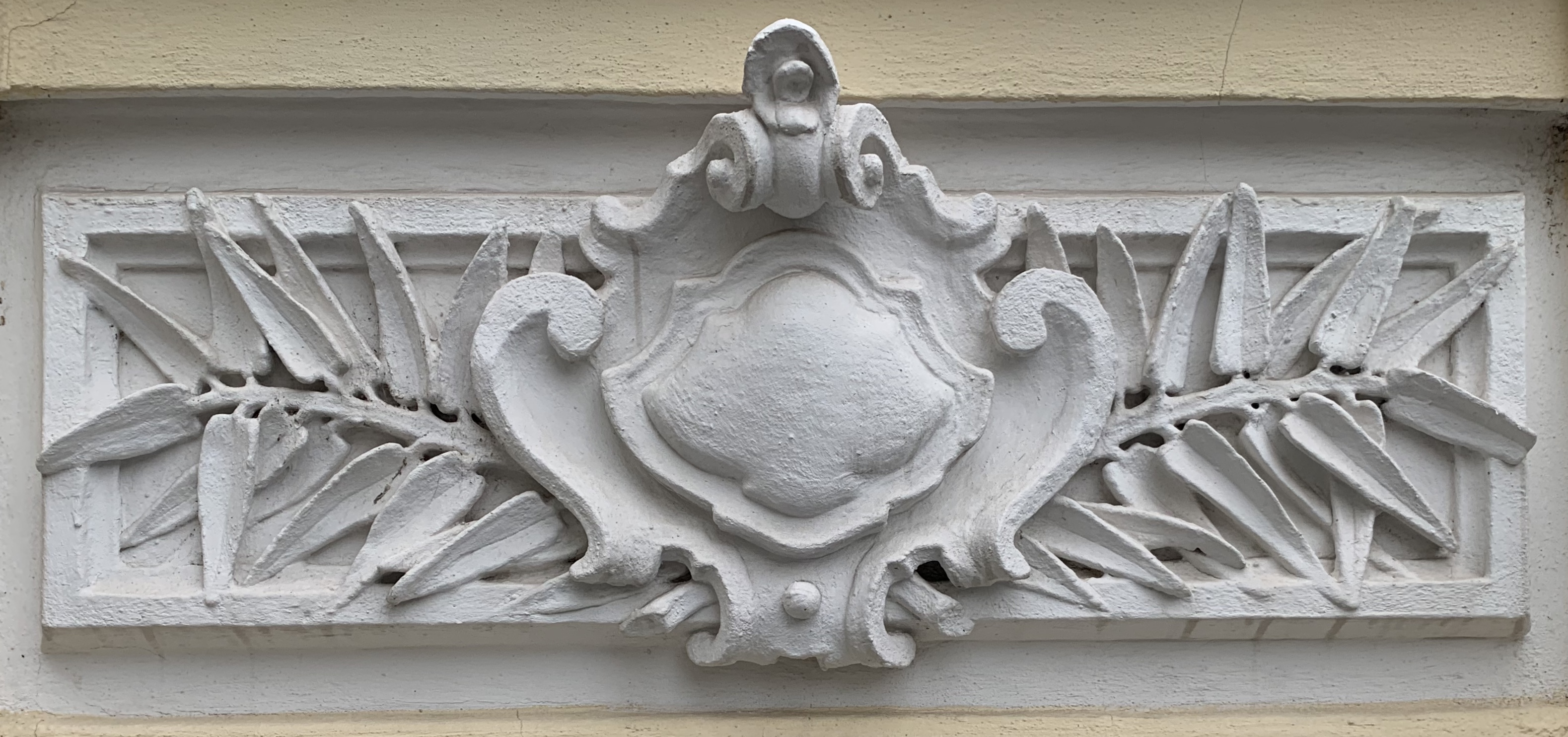
Cartuș pe o casă neobarocă din București

Un cartuș (pluraluri cartușe sau cartușuri) este un design oval sau alungit cu o suprafață convexă, cu ornamente care derivă de la frunza de acantă. Una dintre utilitățile cartușelor e scrierea unui text scurt sau a unei inițiale în ele.
Încă de la începutul secolului al XVI-lea, cartușul este un ornament, termenul derivând inițial de la italienescul „cartoccia”. Cartușele au apărut în timpul Renașterii la începutul secolelor XV-XVI. În epoca barocă și în cea rococo, cartușele dobândesc forme mai complexe, cele rococo fiind asimetrice. Cartușele pot fi găsite ulterior în arhitectura eclectică, neoclasică și uneori Art Nouveau, fiind larg răspândite în arhitectura secolului al XIX-lea și în cea din Belle Époque.
Cuvântul francez „cartouche” se referă la ancadramentul ornamental al unei tăblițe pentru inscripții, la unui scut, blazon, etc., mai ales în cazul în care ancadramentul e format din bezni rulate, volute sau alte ornamente întotocheate. În limba franceză, denumirea de „cartouche” vine de la italienescul „cartocci”, care înseamnă sul de carton. La alte părți de ornamente rulate se adaugă, frunze de acantă, palemte, festoane, panglici care flutură, mascaroane de putti, și alte elemente de tipul emblemelor. Cartușul a apărul în timpul Renașterii și a fost foarte des folosit mai târziu. Acest tip de ramă nu a fost folosit cu scopul de a înrăma efectiv ceva, ci doar pur decorativ, astfel încât majoritatea cartușelor rămân îl interior goale.

## Galerie

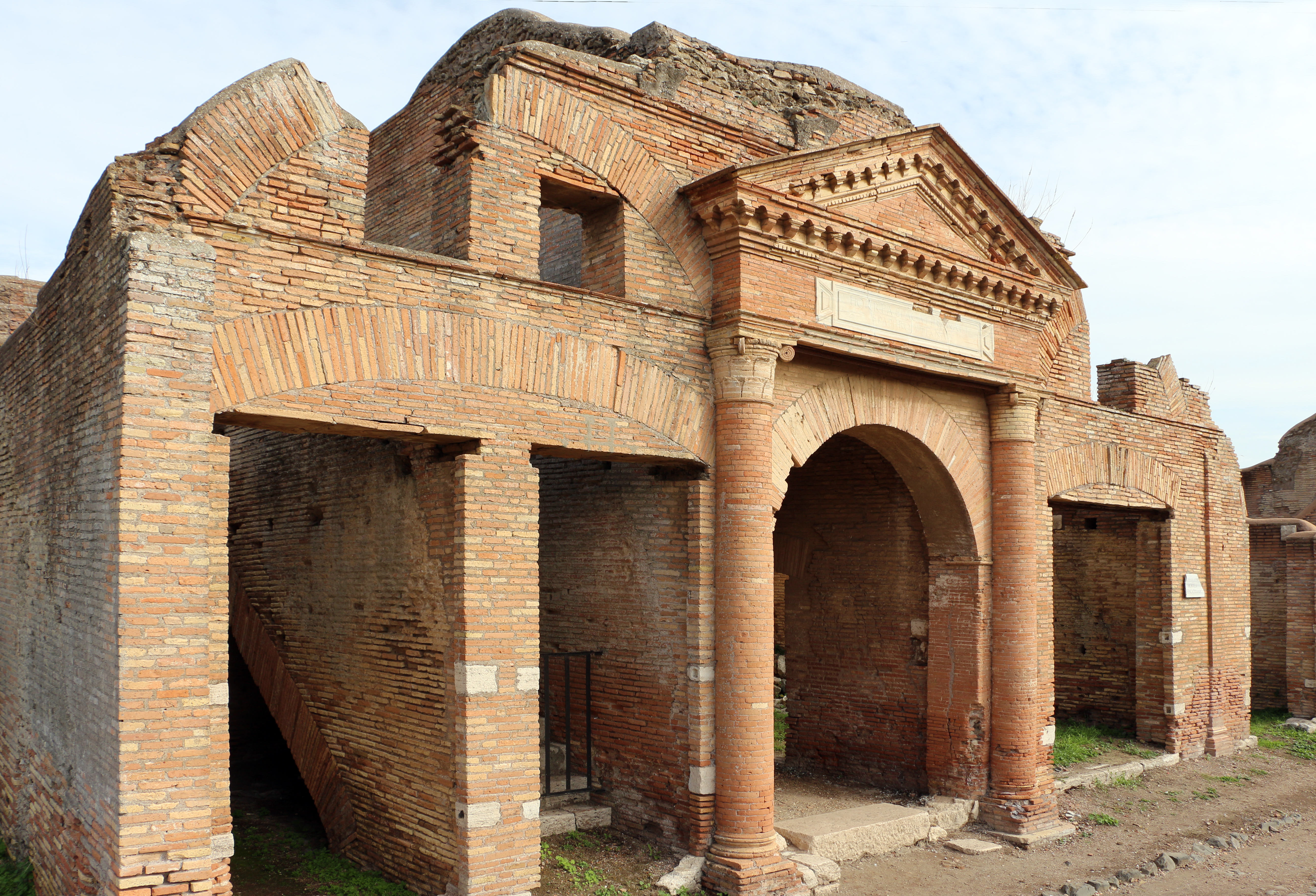
Cartuș dreptunghiular roman pe friza intrării Horrei Epagathiana et Epaphroditiana (Ostia, Roma), 145-150 d.Hr.
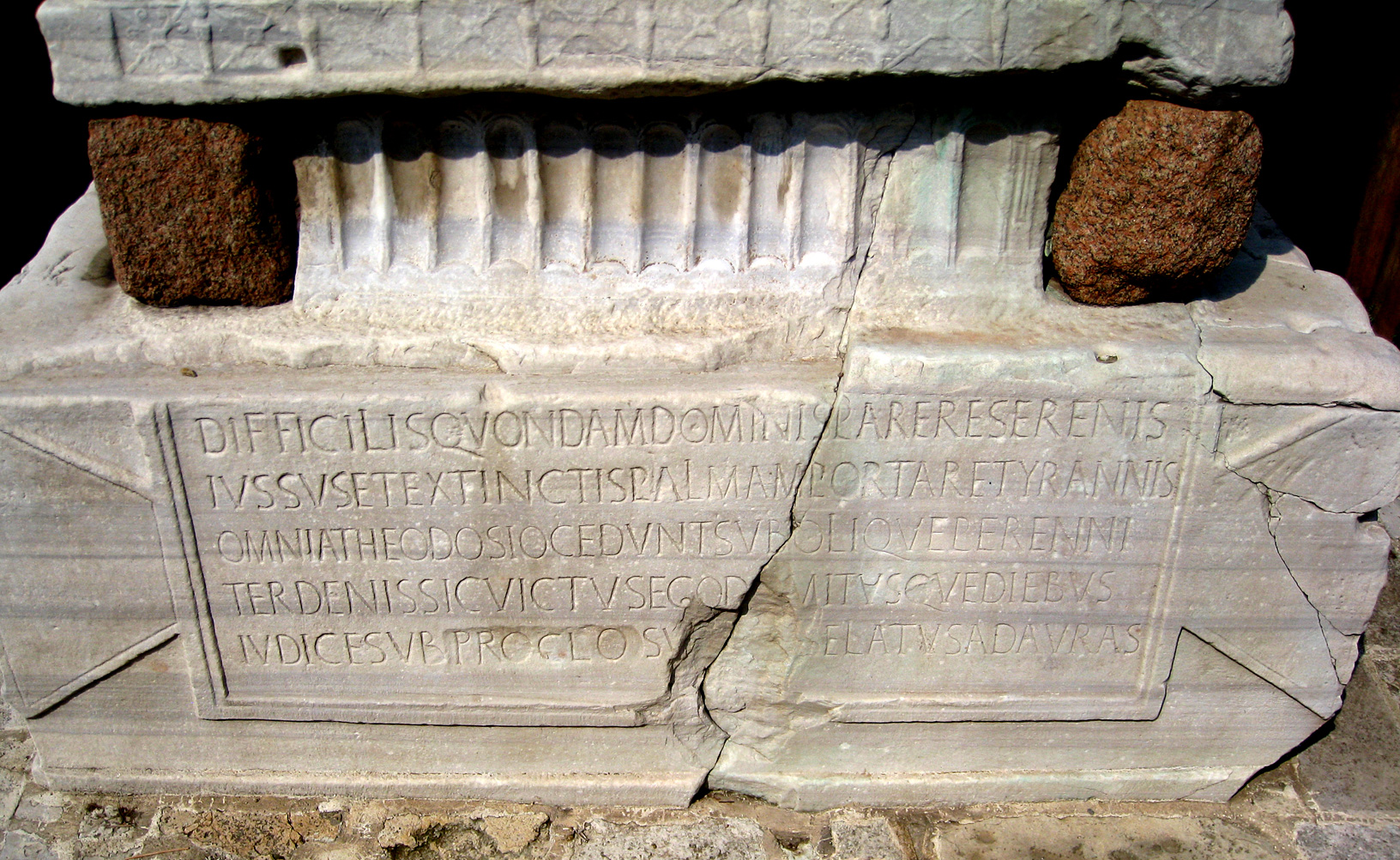
Cartuș dreptungiular roman pe baza Obeliscului lui Teodosiu (Istanbul, Turcia)
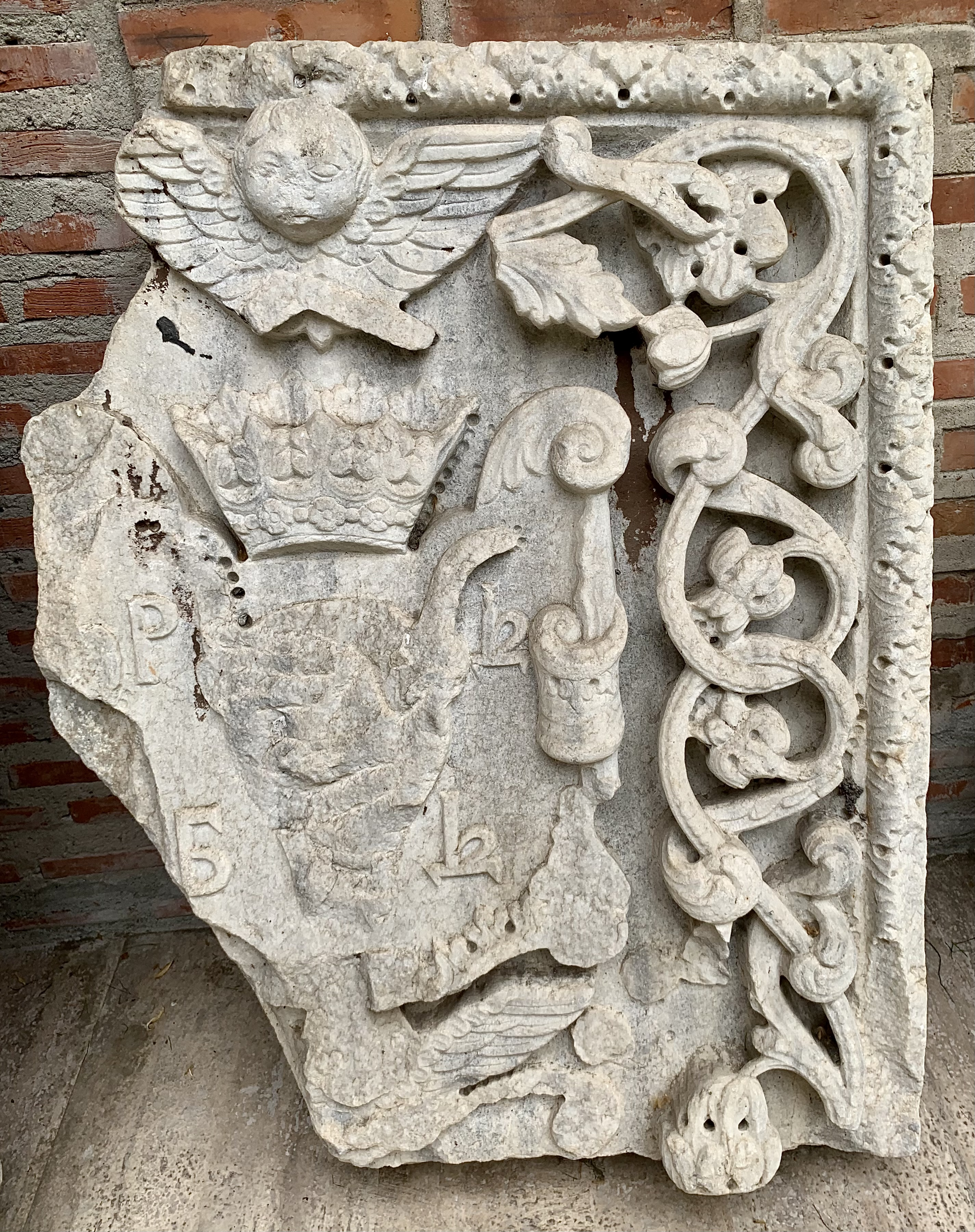
Cartuș brâncovenesc pe o piatră degradată din curtea Mănăstirii Antim (București)
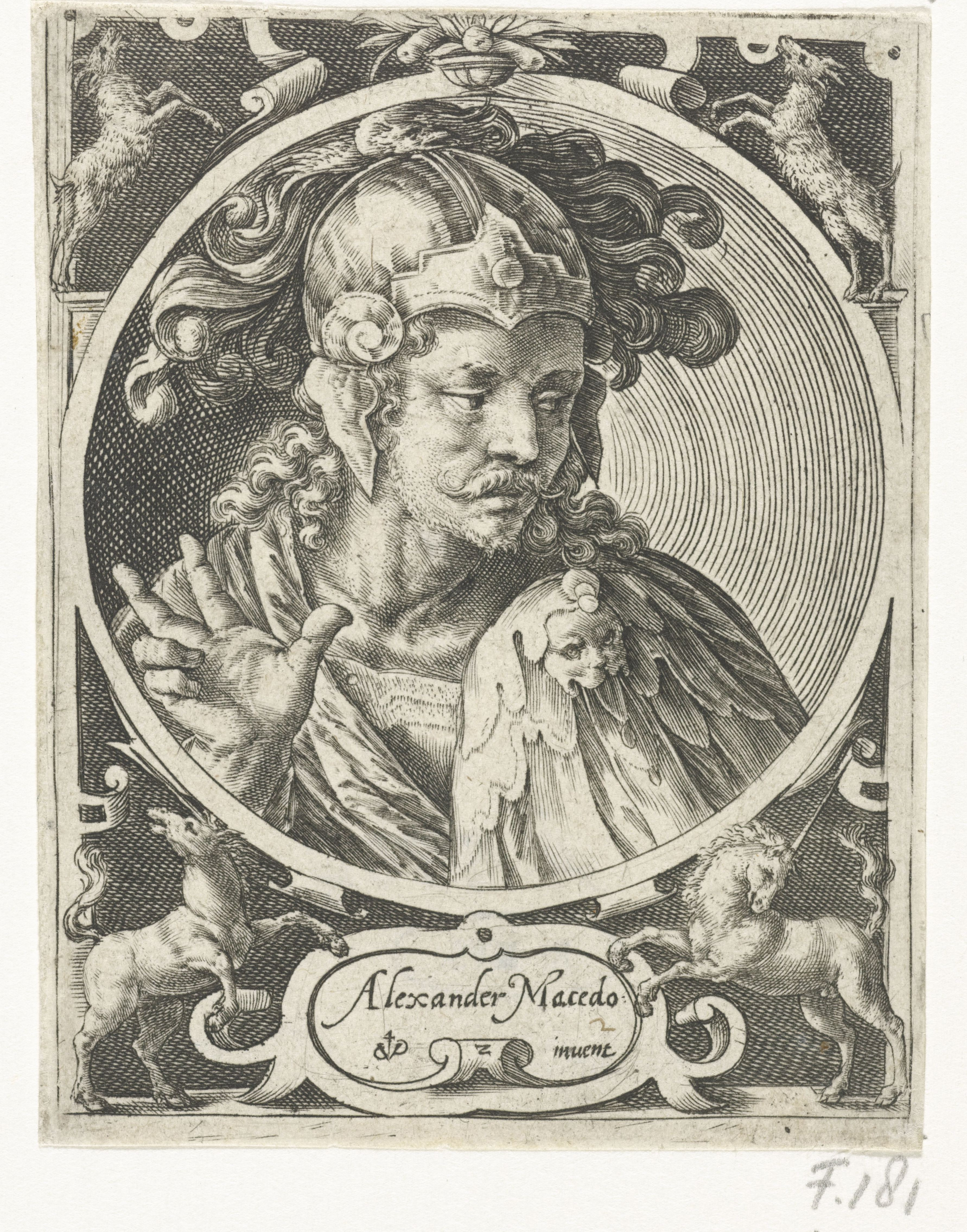
Două cartușe renascentiste, unul mare cu Alexandru cel Mare și unul mai mic cu o inscripție, 1574-1637, Rijksmuseum (Amsterdam, Țările de Jos)
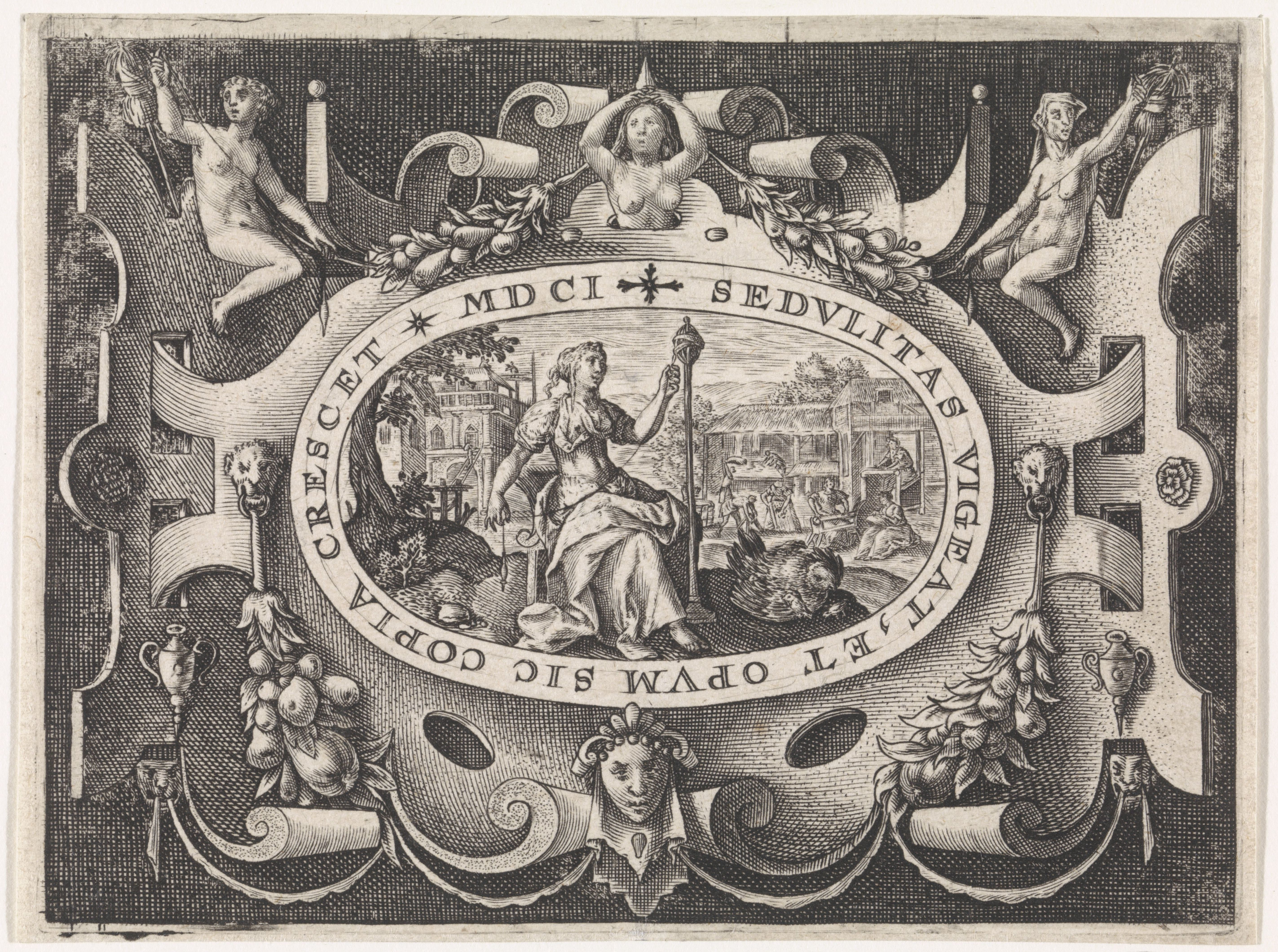
Cartuș renascentist, 1601, Rijksmuseum
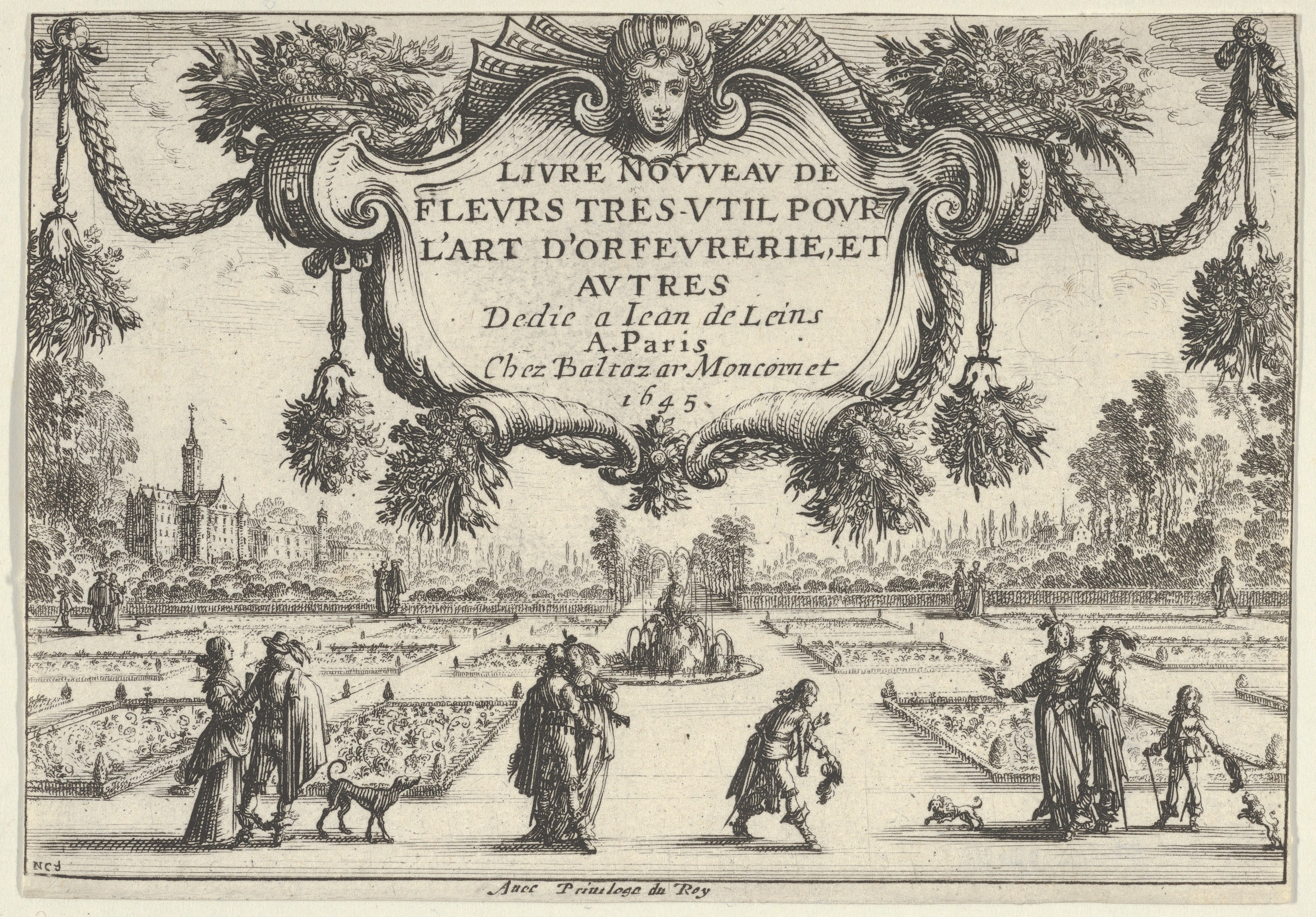
Cartuș baroc, cu festoane, cornucopii, și un mascaron, 1645, Muzeul Metropolitan de Artă
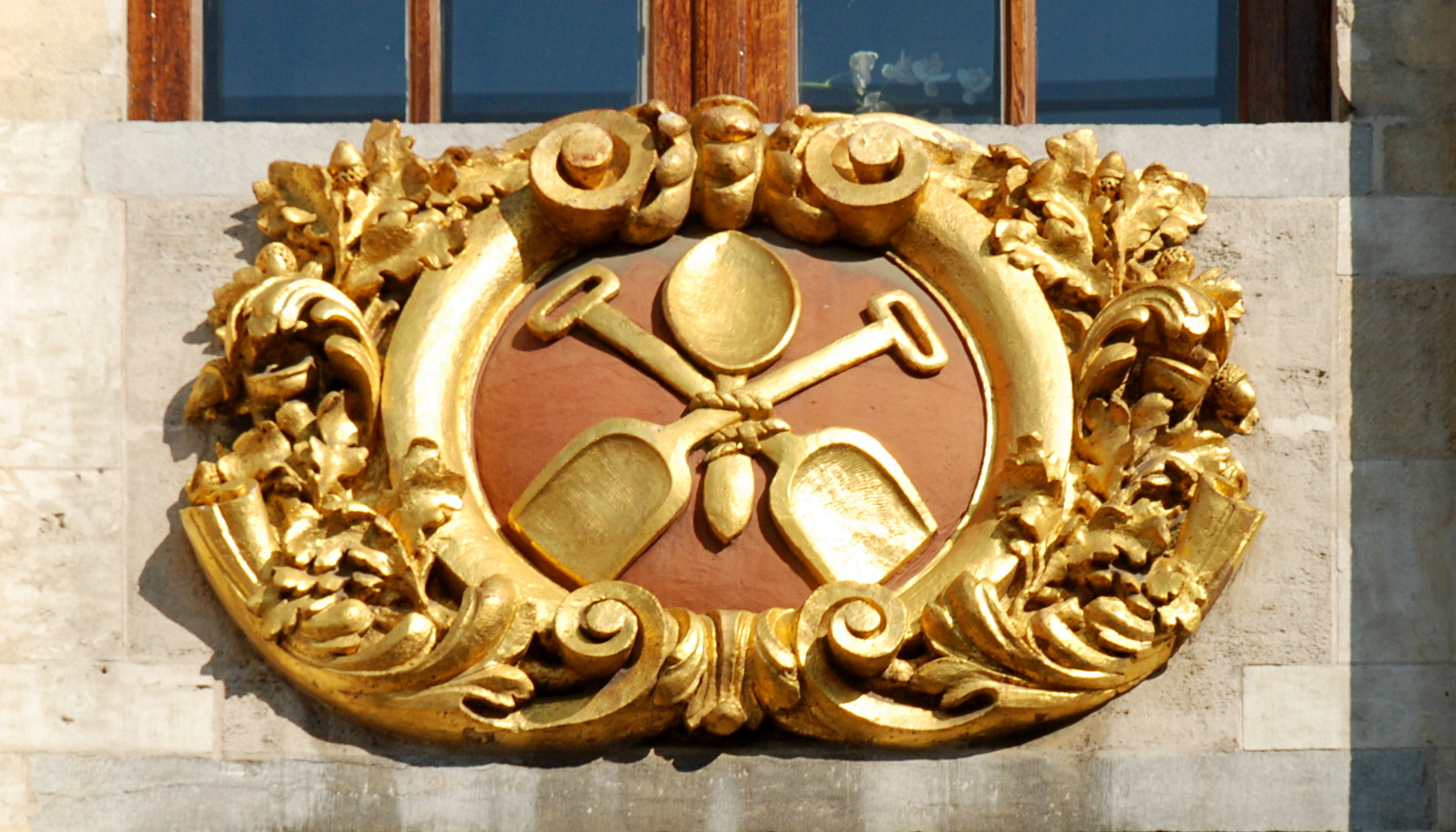
Cartuș baroc, în mare parte aurit, pe Maison du Moulin à vent (Bruxelles, Belgia)
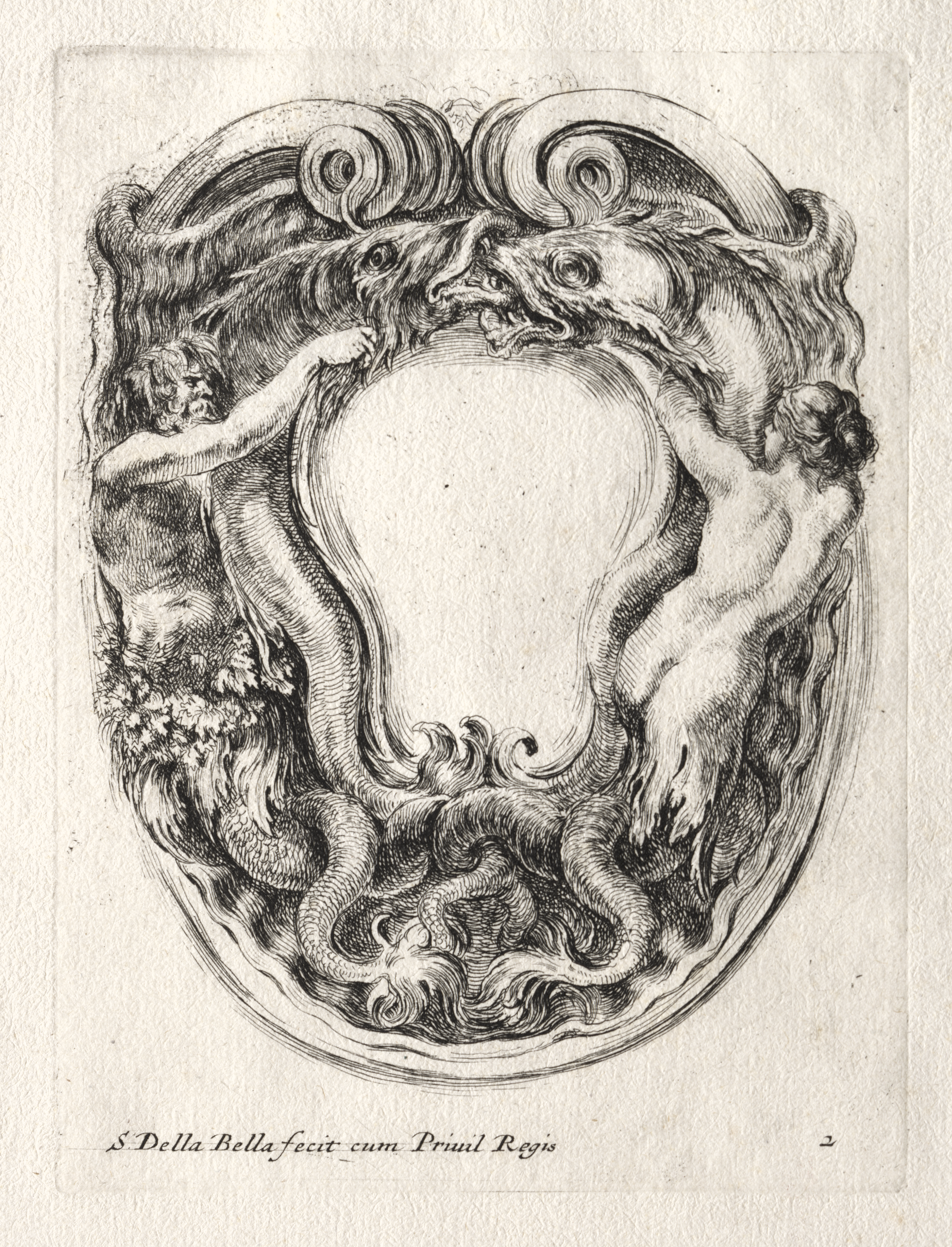
Design al unui cartuș baroc, de Stefano della Bella, 1647, Muzeul de Artă din Cleveland (Ohio, SUA)
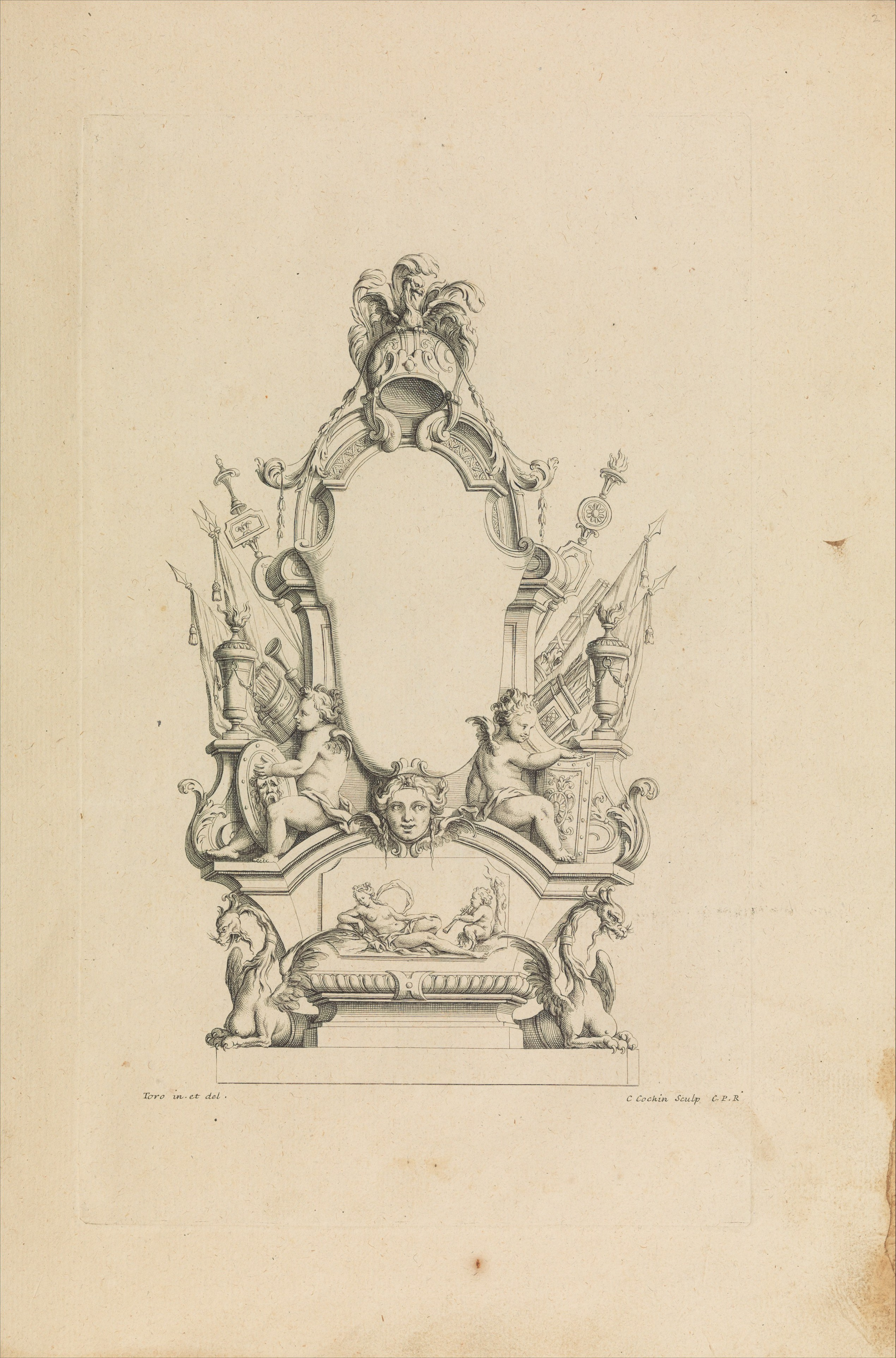
Gravură cu un cartuș baroc complex, de Bernard Turreau, 1716, Muzeul Metropolitan de Artă
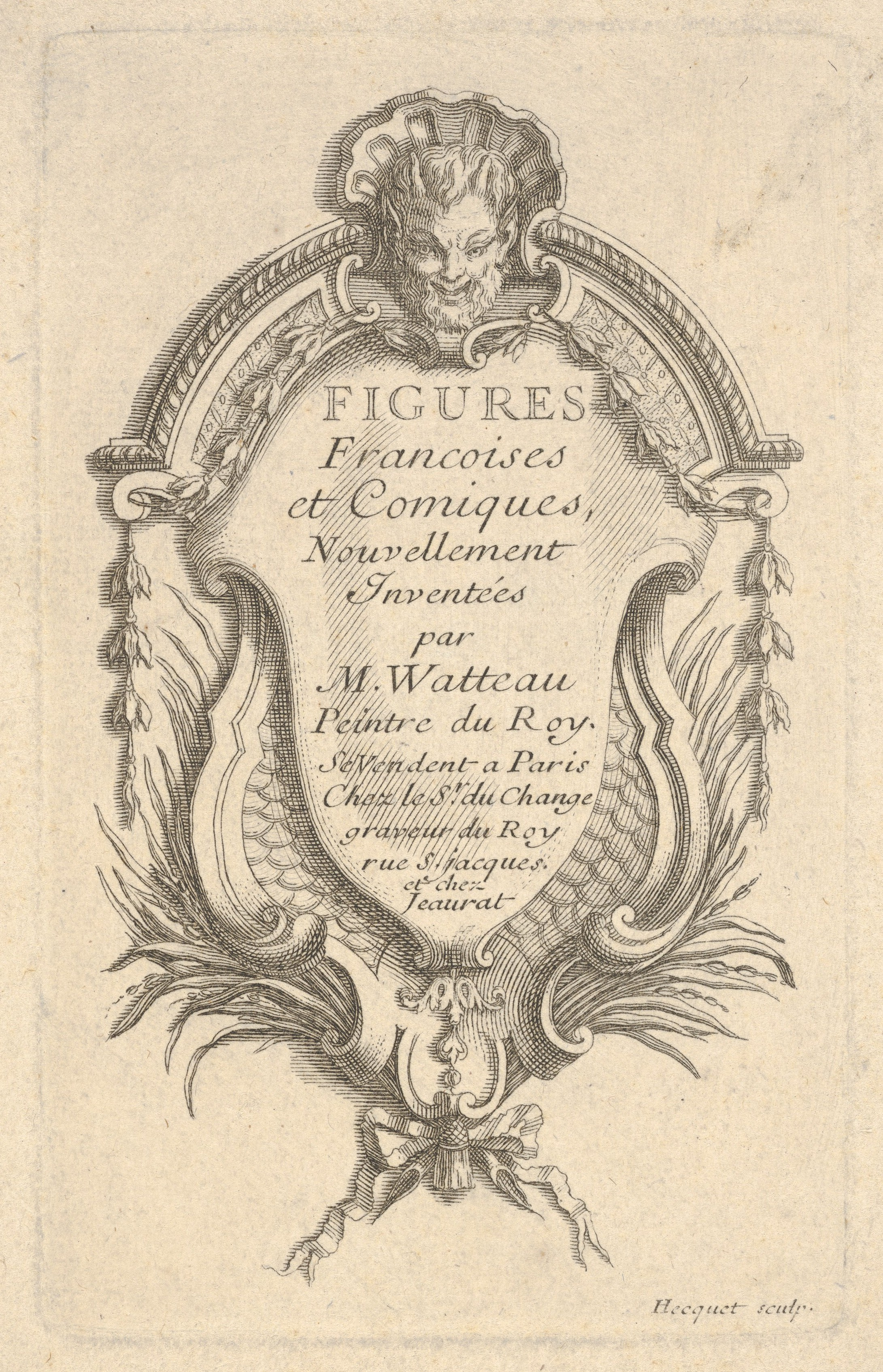
Cartuș baroc cu un mascaron în vârf, de Robert Hecquet, din secolul al XVIII-lea, Muzeul Metropolitan de Artă
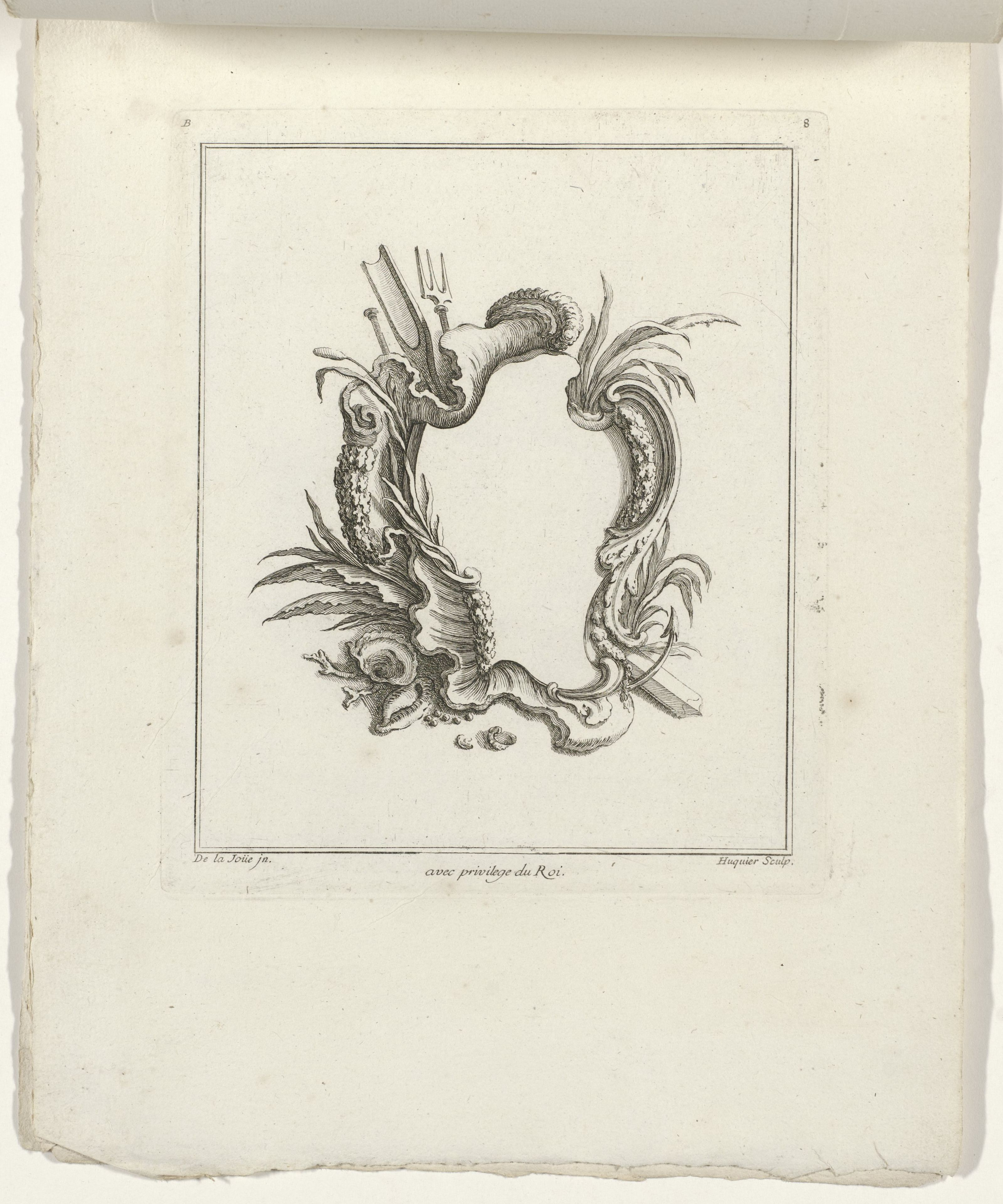
Cartuș rococo din Second Livre de Cartouches, circa 1710-1772, Rijksmuseum
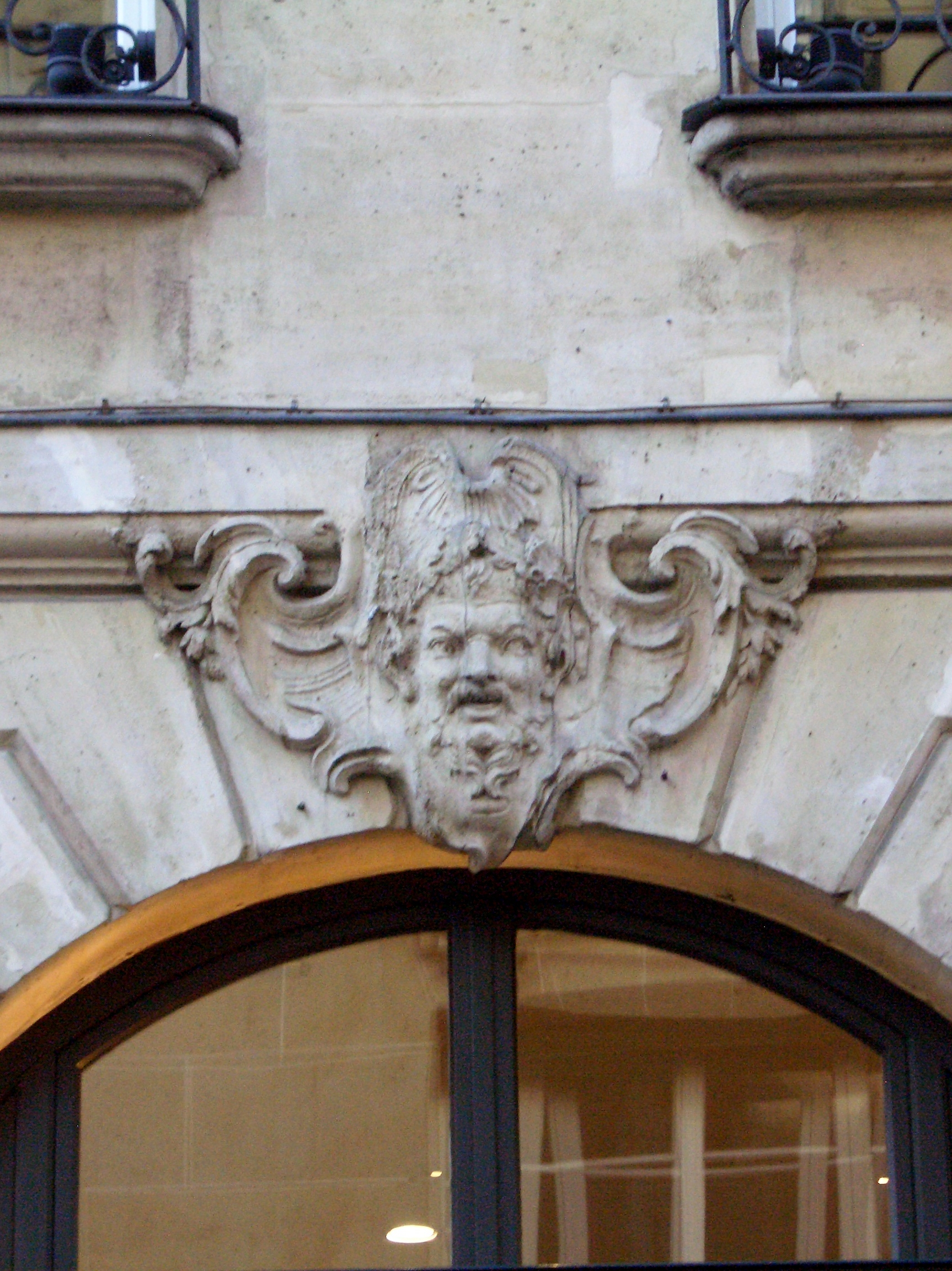
Cartuș rococo cu un mascaron în el, pe fațada casei nr. 404 de pe Rue Saint-Honoré (Paris)
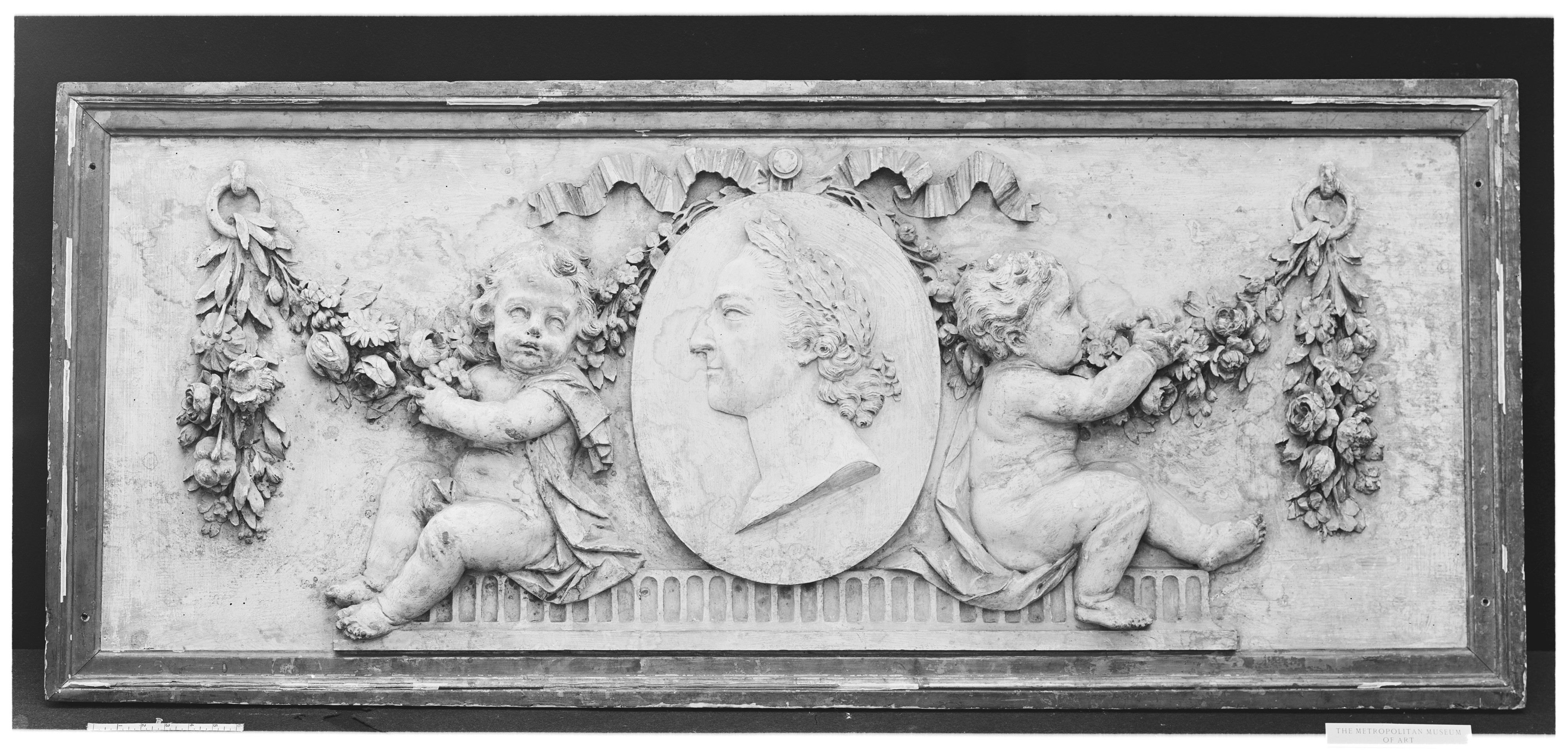
Cartuș în stilul Ludovic al XVI-lea cu festoane, bazat pe cameele greco-romane, circa 1770, Muzeul Metropolitan de Artă
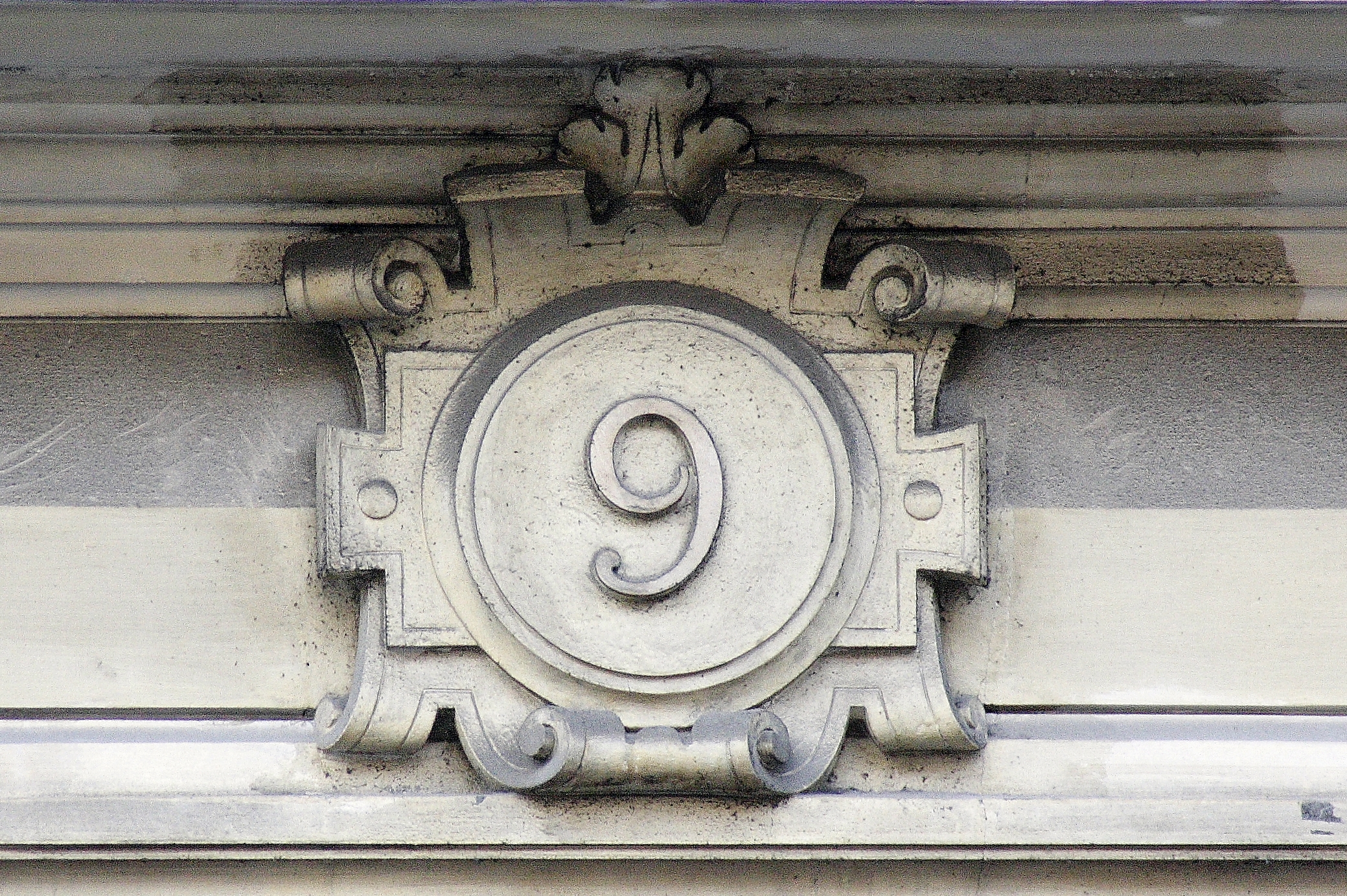
Cartuș neorenascentist pe Rue des Archives din Paris
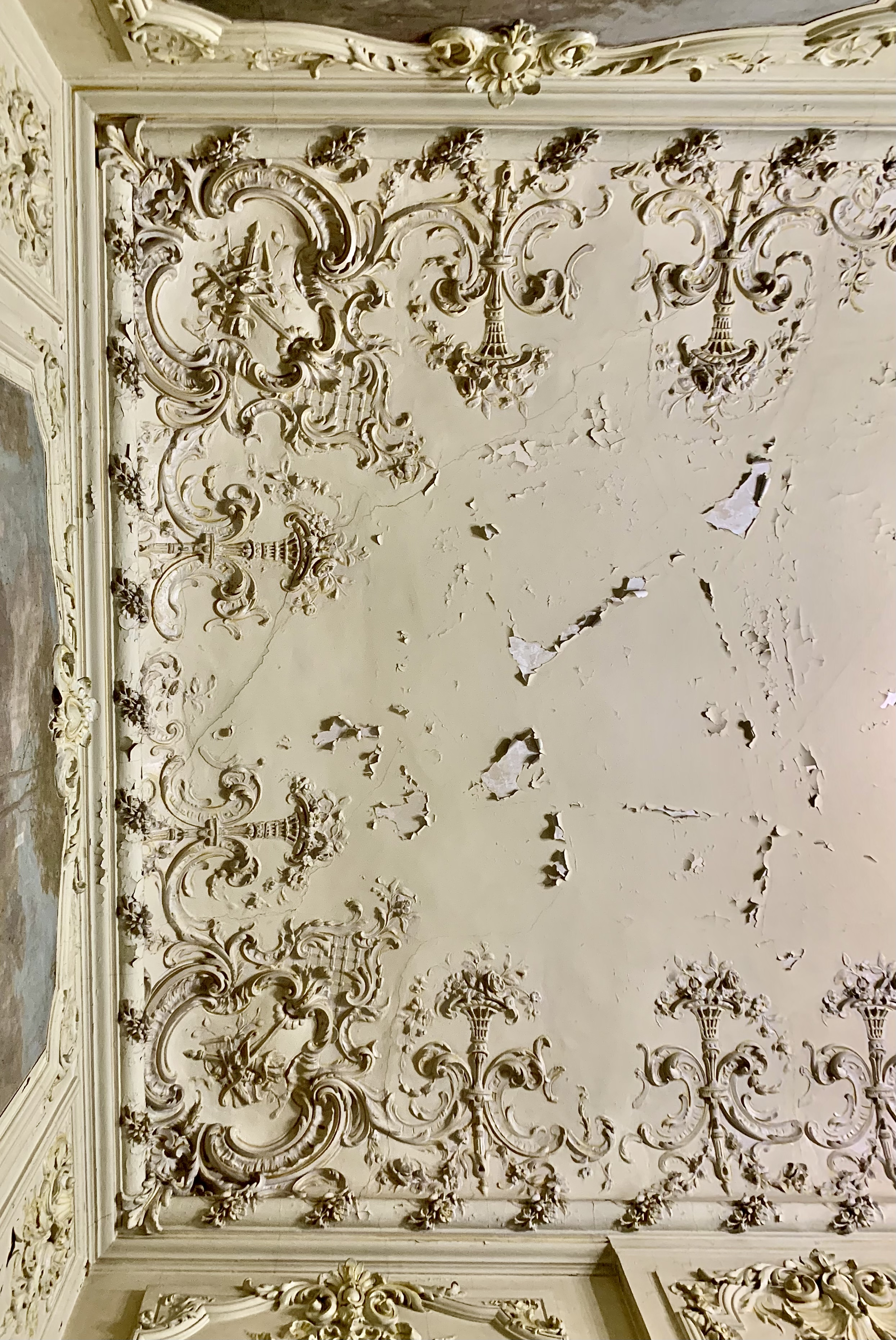
Stucatură neorococo cu cartușe în colțuri, pe un tavan din Palatul Cantacuzino (București)
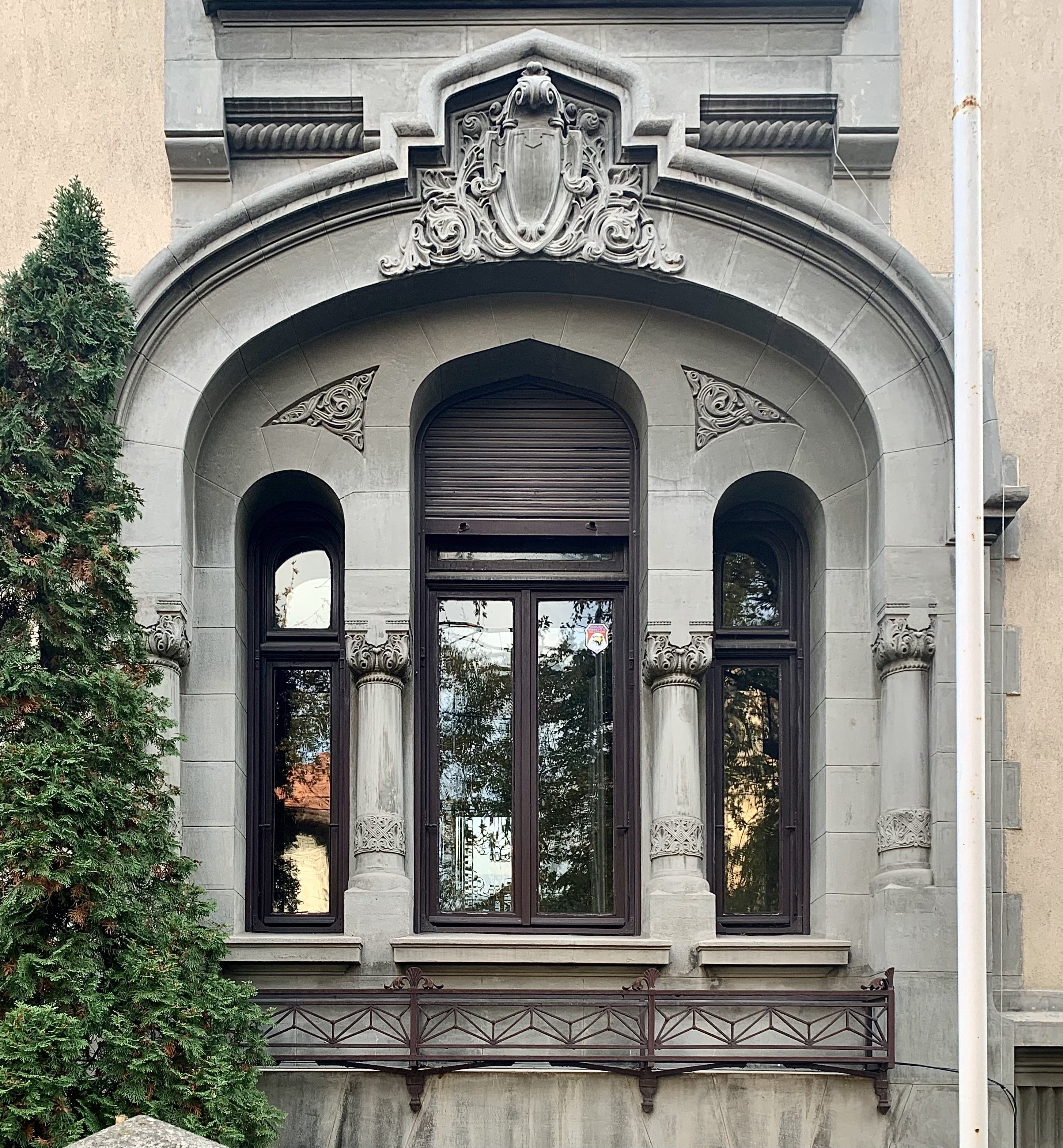
Cartuș neoromânesc deasupra unei ferestre a casei nr. 60 de pe Bulevardul Dacia din București
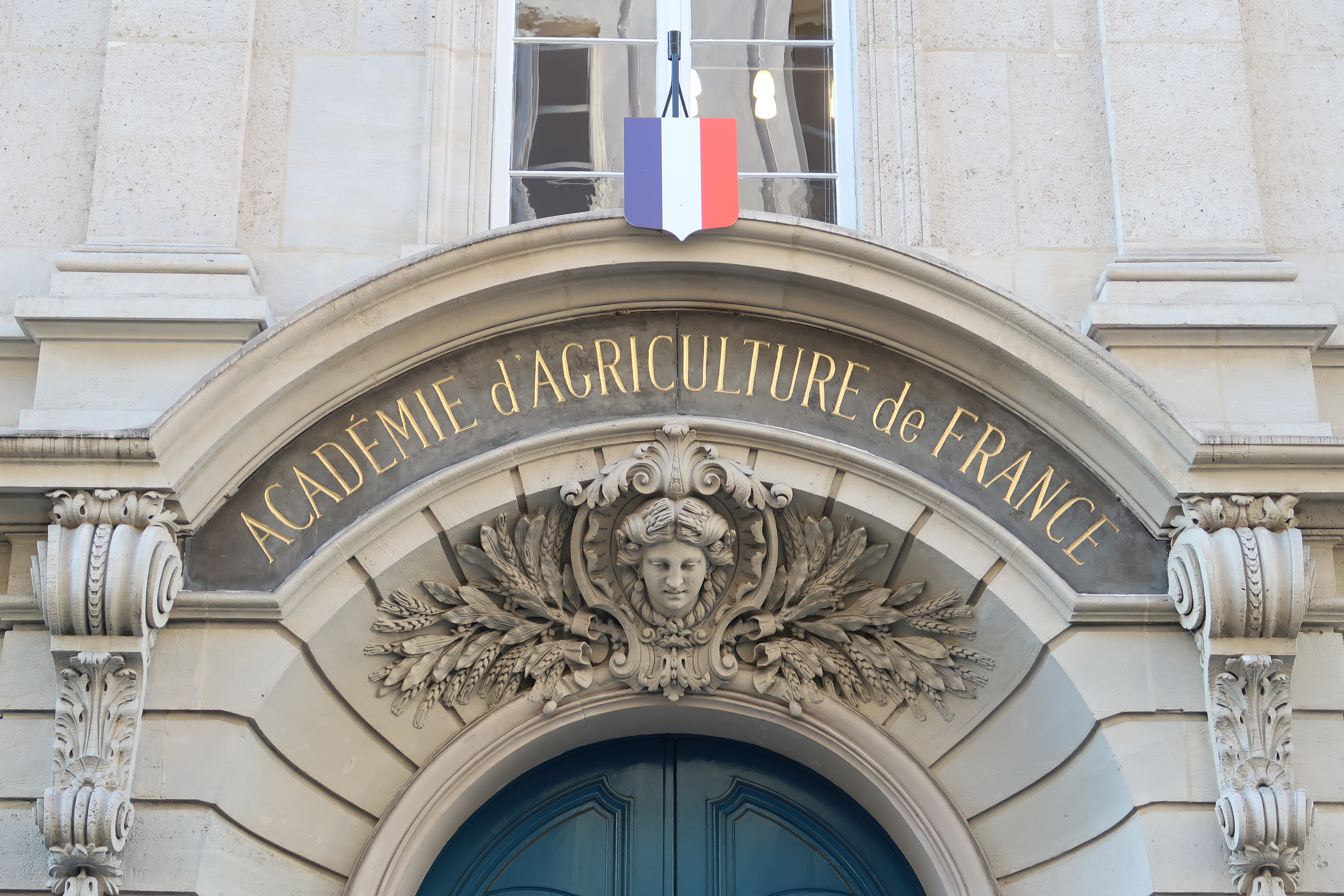
Cartuș eclectic clasicist din secolul 19 cu un mascaron, deasupra ușii de
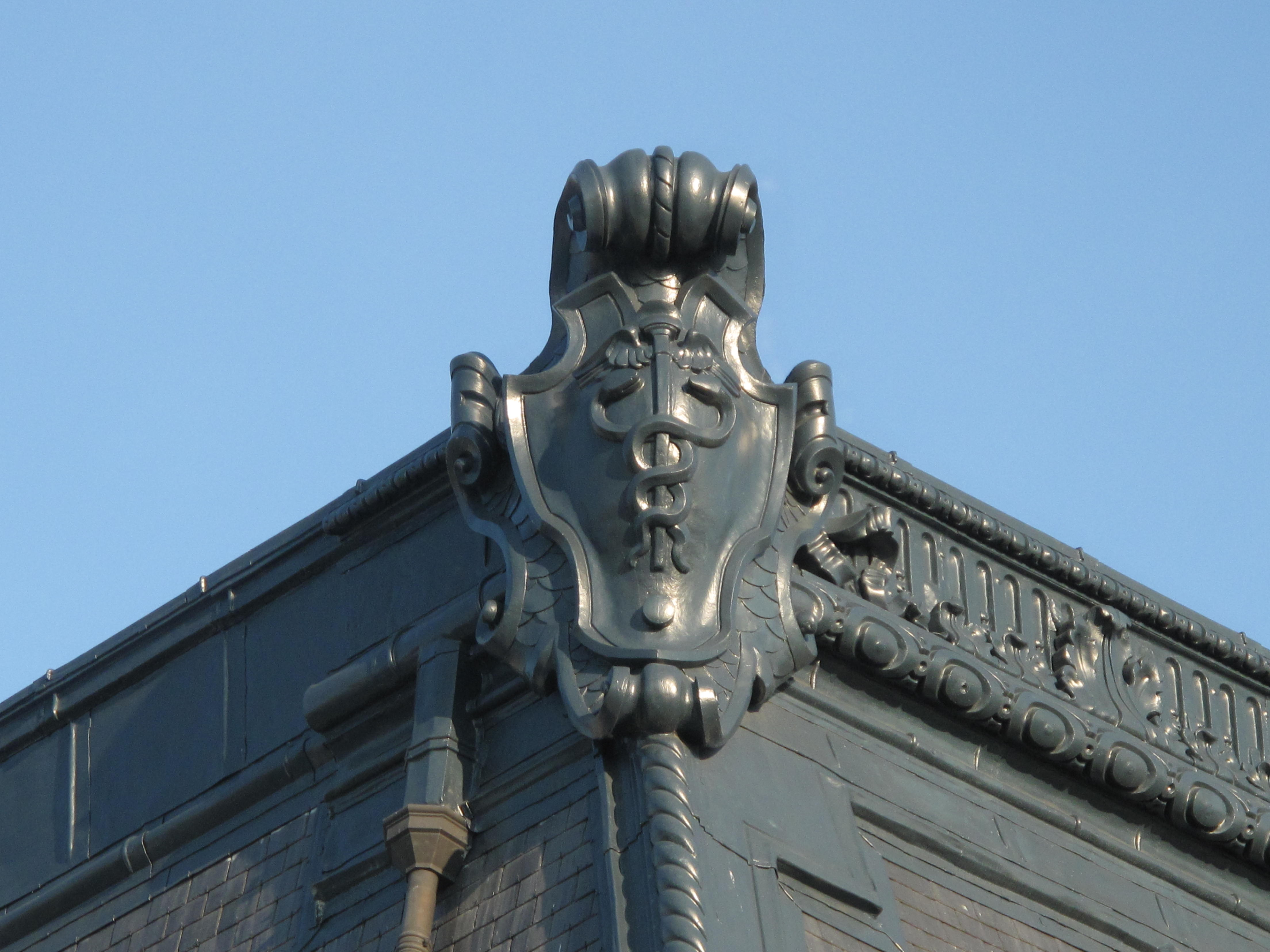
Cartuș eclectic clasicist din secolul 19 cu un caduceu, pe acoperișul Crédit Lyonnais headquarters din Paris
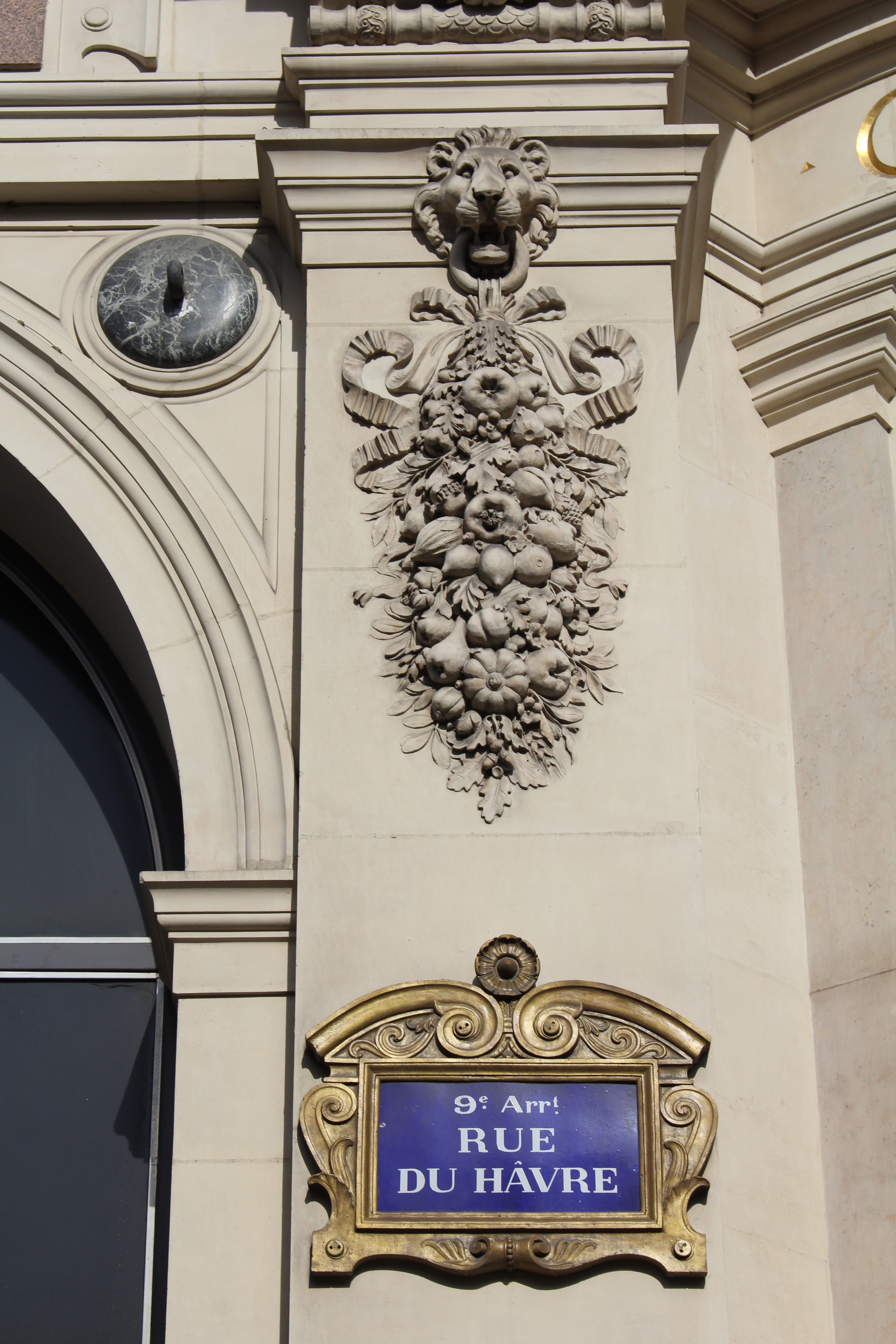
Cartuș dreptunghiular eclectic clasicist din secolul 19  al Printemps Haussmann din Paris
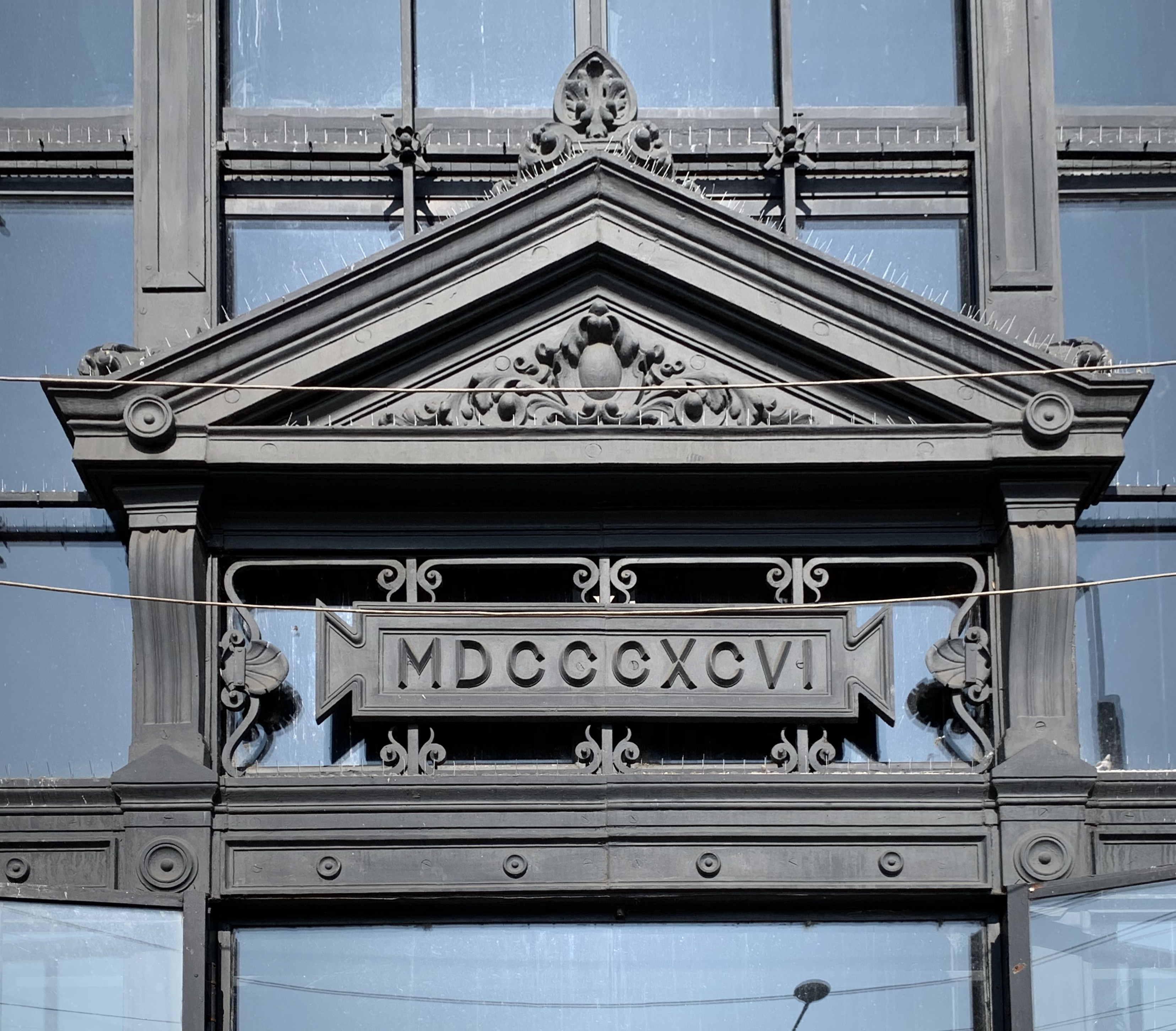
Cartușe eclectice clasiciste din secolul 19 în și sub frontonul Halei Traian din București. Cel dreptunghiular e o replică a celor romane, care aveau exact aceiași formă
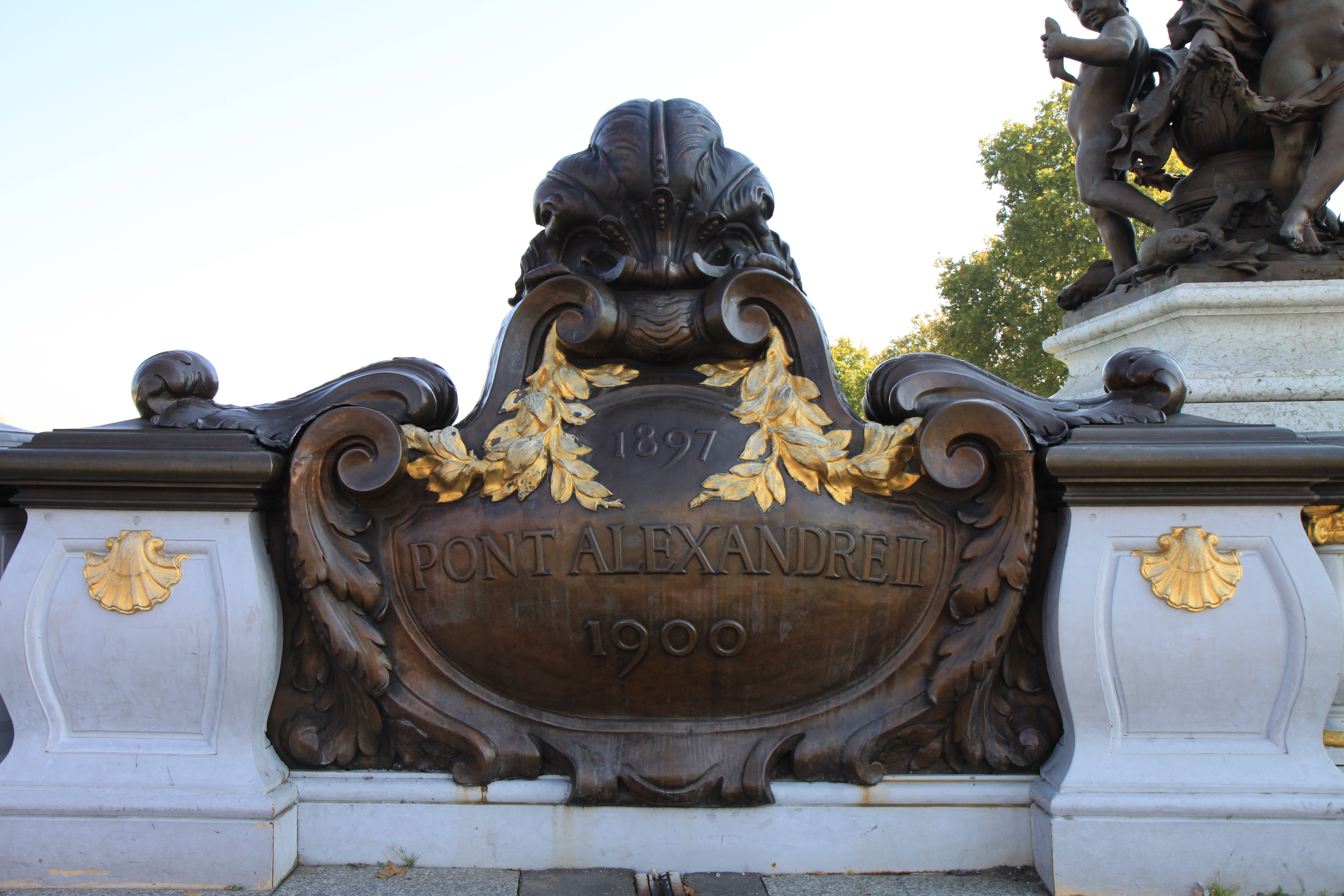
Cartuș Beaux-Arts al Podului Alexandru al III-lea din Paris
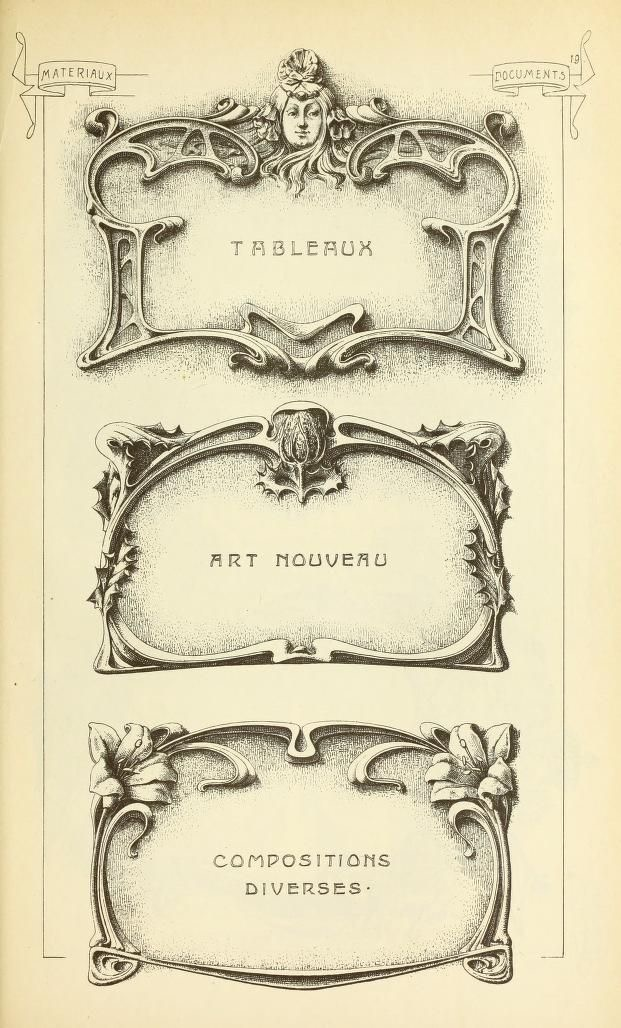
Trei designuri de cartușe Art Nouveau
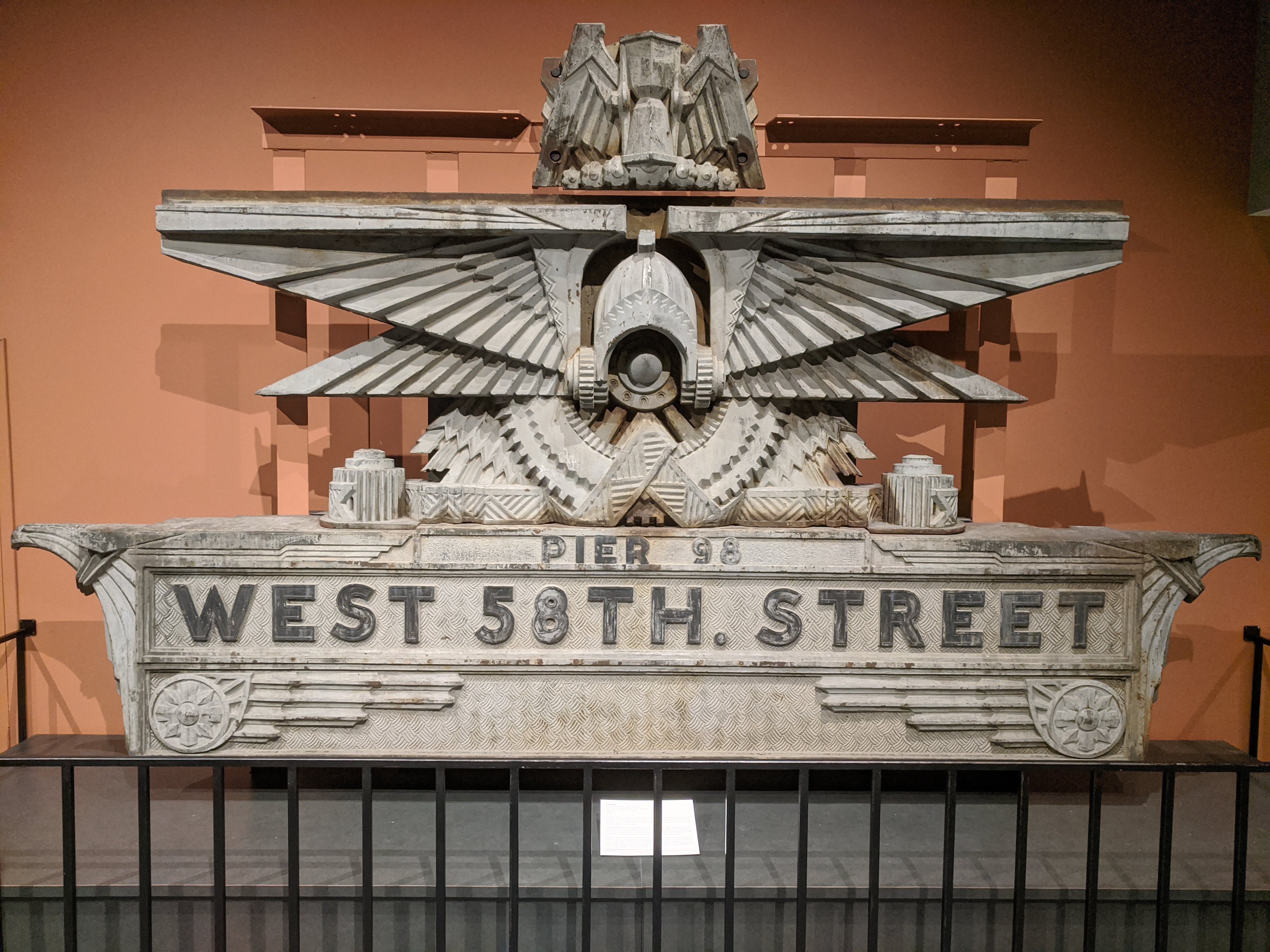
Cartuș Art Deco complex din New York State Museum (Albany, New York, SUA)
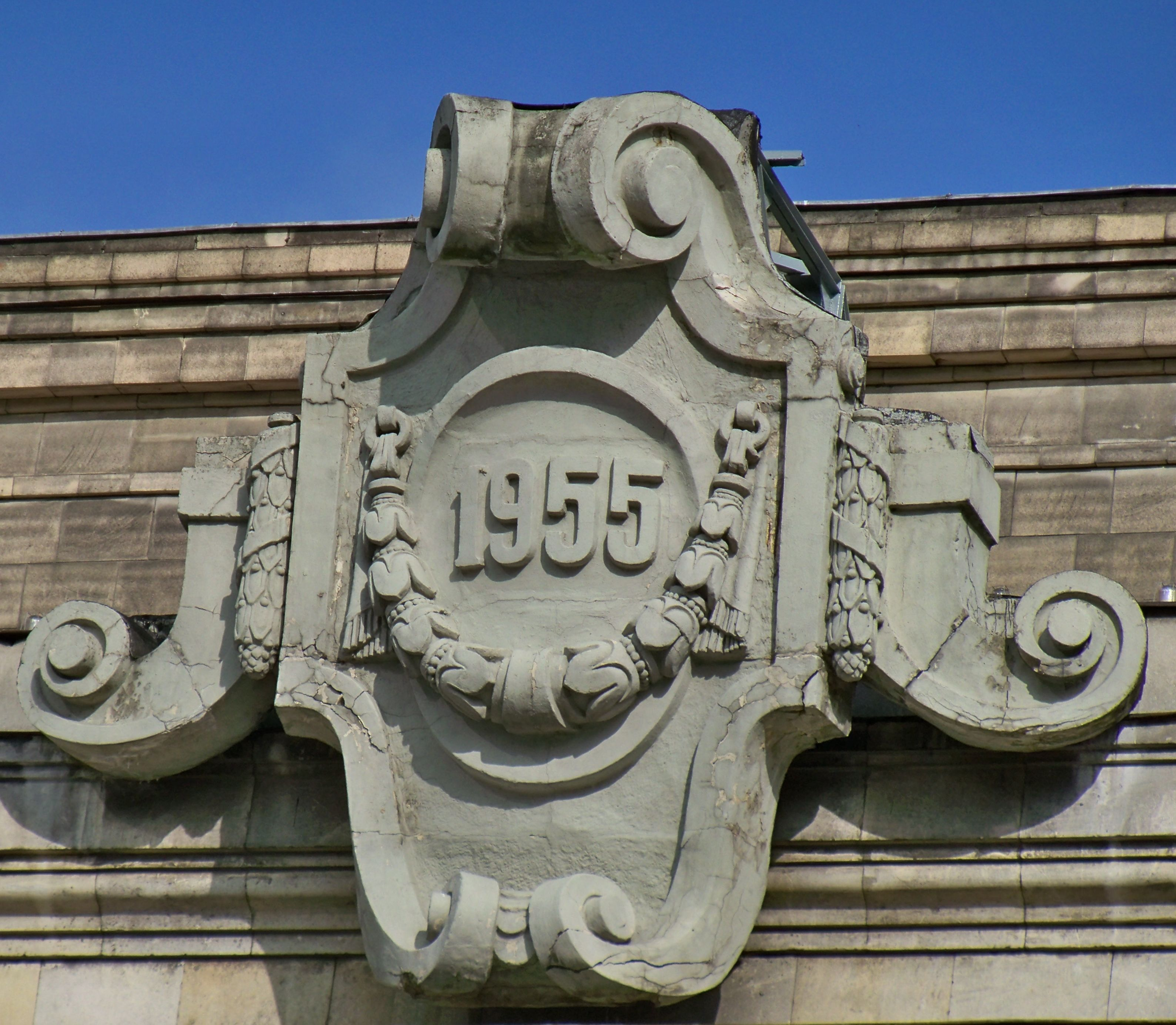
Cartuș stalinist al Palatului Culturii și Științei (Varșovia, Polonia)